# لي نا-يون
لي نا-يون هي مغنية وممثلة كورية جنوبية ولدت في 5 مايو 1999.

## أعمالها

### مسلسلات
| عام       | عنوان                      | الدور        | ملاجظة                     | المراجع |
| --------- | -------------------------- | ------------ | -------------------------- | ------- |
| 2017      | أبي الغريب                 | طاقم الدراما | ظهور خاص (الحلقة 24)       | [ 3 ]   |
| 2017–2018 | مودولوف                    | نفسها        |                            | [ 4 ]   |
| 2019      | ملك الهيب هوب – شارع ناسنا | سونغ ها-جين  |                            | [ 5 ]   |
| 2019      | أنت استثنائي               | يو جو دا     |                            | [ 6 ]   |
| 2024      | الشرطي المتباهي            | هان يودرا    | ظهور قصير (الحلقة 6، 9-10) | [ 7 ]   |
| 2024      | تصادم                      | كيم مين-حو   | ظهور قصير (الحلقة 4)       | [ 8 ]   |
| 2025      | العيوب                     | سو-مي        |                            | [ 9 ]   |

## روابط خارجية
لي نا-يون على موقع IMDb (الإنجليزية)
- لي نا-يون على موقع ميوزك برينز (الإنجليزية)
- لي نا-يون على موقع ديسكوغز (الإنجليزية)
- لي نا-يون على موقع قاعدة بيانات الفيلم (الإنجليزية)